# Liste des députés des départements français d'Italie
Cette page liste l'ensemble des députés français élus des anciens départements français d'Italie.

## A
- Laurent Didacum Martin Joseph Balthazar François Amphre Altieri
- Joseph Thomas de Ambrosys
- Dominique Albert Azuni

## B
- Pierre Bavouz
- Gaspard Pierre Joseph Charles Marie Boidi d'Ardizzoni
- François Bonardi
- Louis Boncompagni
- Louis Octave Bondani
- Constant Benoît Bonviccino
- Benoît François Boselli
- Charles Joseph Guillaume Botta
- Joseph Brancadoro
- Vincent Brumeau de Beauregard

## C
- Charles François Hyacinthe Caissotti Di Chiusano
- Joseph Antoine Capalti
- Charles Matthieu Capelli
- Pierre Jean Antoine Cavagnari
- Pierre Joseph François Cavalli-Doliva
- Charles François Cazelli
- Amédée Chiavarina
- Hyacinthe Clérici
- Pascal Cordara-Antona
- François Aurèle Cornice
- Paul Cosonna
- Joseph Maurice Costa

## D
- Joseph Marie Ferdinand Dal Pozzo
- Jean-François Antoine Charles Dattili
- Jean Degli Alessandri
- Gaspard Antoine Jean Tiburce Degregori
- Philippe Donnini
- Hippolyte Durazzo

## F
- Jean Valentin Mathias Fabroni
- Charles Fabroni
- Pierre Ferreri
- Jean-Jacques Francia

## G
- Christian Antoine Joseph Pierre Jean Gabaléon de Salmour
- Joseph Marie Placide Laurent Galleani d'Agliano
- François Sébastien Gambini
- Pierre Paul Giera

## J
- Jean Antoine Jaquet

## L
- Ignace Laugier
- Philippe Linati
- Nicolas Thomas Littardi
- Jean-Baptiste Vincent Louis Antoine Marie Maggi

## M
- Antoine Maghella
- Augustin Maglione
- Inconnu Mandelli
- François Gaspard Pierre Vincent Camille Philippe Mariscotti
- Charles Joseph Bernard Mathis-Cacciorna
- Félix Joseph Vital Thomas Mattei
- Dominique Mattei
- Ange Antoine Mezzeri
- Joseph Marie Montiglio d'Ottiglio
- Antoine Julien Félix Moretti

## N
- Jean Joseph Eugène Negro
- Vincent Jean Nicolas Louis Nelli

## P
- Joseph Hyacinthe Pallieri
- Orsa Maria Pannochieschi d'Elci ou Delci
- Jean Benoît Antoine François Marie Pareto
- Victor Modeste Paroletti
- Jacques Pavetti
- Francesco Alamanno Pazzi
- Ennemond Alexandre Petitot de Montlouis
- Jean Pocci
- Joseph Antoine Dominique Félix Marie Poggi
- Pie Charles Ignace Camille André Jean-Pierre Prati de Ravagnasque

## Q
- Jean-Charles Antoine Quartara

## R
- César Ventura Remedi
- Jean François Michel Ange Rignon
- Étienne Bonaventure André Marie Rivarola
- Jean Etienne Guido Marie Rocci

## S
- Égide Marie Sansoni
- Félicien Camille Joseph Nicolas Scarpellini
- Albert Scotti
- Philippe Sermattei
- Jérôme François Lucien Serra
- Pierre Antoine Serravalle
- Joseph Victor Thomas Seyssel
- Mathieu Louis Simon
- Jean-Baptiste Solari
- Jean-Baptiste Alexandre Marie Somis
- Benjamin Sproni

## T
- Inconnu Tealdi
- Luc Thommasi
- Léonard Antoine Balthazar Trajetto
- Valerio Travaglini

## V
- Archange Venturi
- Paul Vergagni

## Z
- Frédéric Marie Dominique Michel Zaccaléoni